# Holoplatys queenslandica
Holoplatys queenslandica là một loài nhện trong họ Salticidae. Loài này được phát hiện ở Queensland và Nieuw-Guinea.